# Szürke bálna
A szürke bálna (Eschrichtius robustus) az emlősök (Mammalia) osztályának párosujjú patások (Artiodactyla) rendjébe, ezen belül a szürkebálnafélék (Eschrichtiidae) családjába tartozó típusfaj.
Nemének az egyetlen élő faja.

## Neve
A tudományos nemi szintű nevét, azaz az Eschrichtius-t, Daniel Frederik Eschricht dán zoológus tiszteletére kapta.

## Előfordulása
Az állat főként a Csendes-óceán északi, part menti vizeire korlátozódik. Két túlélő populációja van: az északnyugat-csendes-óceáni (ázsiai) 200 állatnál kevesebb egyedből áll. Így ez a populáció a kihalás szélén áll. Az északkelet-csendes-óceáni (észak-amerikai) populáció ugyanakkor 17 000 egyedre szaporodott, így nem fenyegetett. A 2010-es években esetenkénti előfordulását jelentették az Atlanti-óceánban (Észak-Amerika keleti partjai mentén), illetve a Földközi-tengerben is (Franciaország és Izrael közelében).
A Nemzetközi Bálnavadászati Bizottság (International Whaling Commission, IWC) 1949 óta védettséget biztosít e bálnafaj részére.

## Megjelenése
Az állat hossza 10-15 méter, a nőstény valamivel nagyobb a hímnél. A farokúszó 3-3,7 méter széles. Mellúszói körülbelül fél méter hosszúságúak. A kifejlett állat testtömege legfeljebb 40 tonna, de általában, csak 15-33 tonna. Bőrszíne sötétszürke, de minden állatnál különböző; egyeseken a bőrfesték (pigment) hiánya, valamint a rájuk tapadó tengerimakkok (Balanidae) miatt világos foltok észlelhetők. A tengeri makkok elsősorban a bálna fején, a szája körül és farkúszóján tapadnak meg; egyik fajuk kizárólag a szürke bálnán található meg. A szürke bálnának nincs hátúszója, ehelyett háta végénél sorban hét-tíz dudor helyezkedik el. A bálnának tulajdonképpen két orrlyuka van. A párafelhő akár négy méter magasra is törhet, a nyugodt tengeren még egy kilométerről is észre lehet venni. A kilövellő vízpára függőlegesen felfelé tódul és egybefüggő páraoszlopként jelenik meg. Elkülönítése az összes többi sziláscettől a rövid és durván rojtos szilák alapján történik. A szürke bálnának van a legkevesebb szilája. Az állkapocs mindkét oldalán csak 130 darab található.

## Életmódja
Minden évben legfeljebb 16 állatból álló csoportokban akár 10 000 kilométert vándorol. A szürke bálna a tengerfeneket túrva keresgéli az apró rákokat és halakat. Ez a bálnafaj általában a sekély vizekben táplálkozik, nemigen merül 30-35 méteres mélység alá. Általában 15 km/h sebességgel úszik.

## Szaporodása
A párzási időszak novembertől kora decemberig tart. A vemhesség 13,5 hónapos. Az ellés ideje január–március között van. A nőstény egy utódot hoz a világra. Születésekor a bálnaborjú 4-4,9 méter hosszú. Az elválasztás 6-8 hónap után következik be.

## Képek

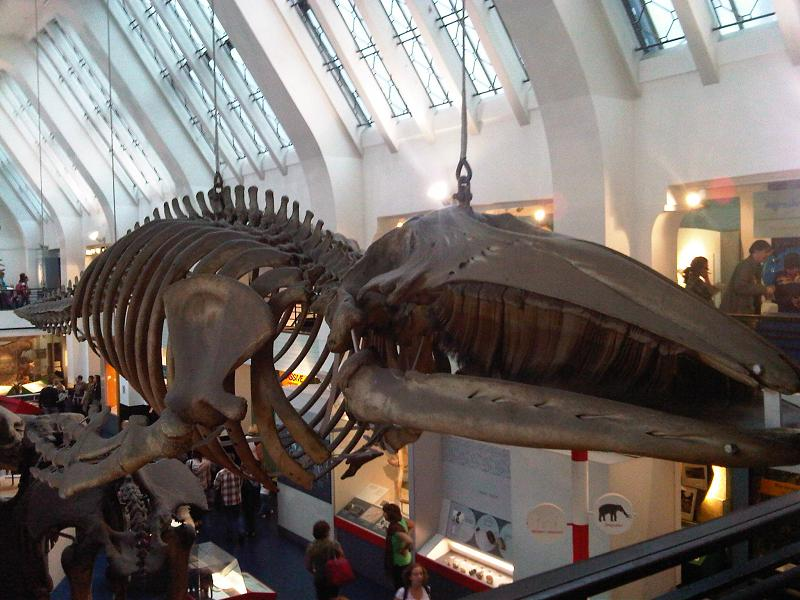
A szürke bálna csontváza
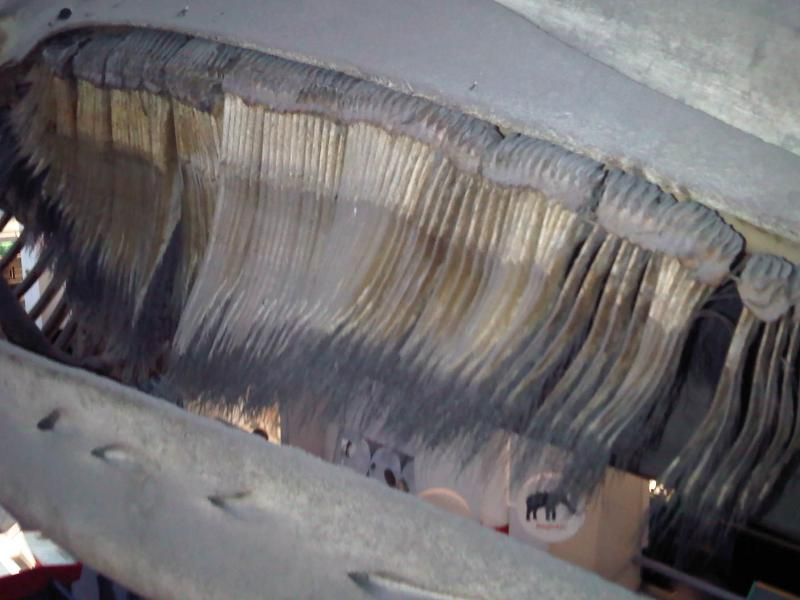
A szürke bálna szilája a londoni Természettudományi Múzeumban